# بول كانتور (معلم موسيقى)
بول كانتور (بالإنجليزية: Paul Kantor)‏ هو معلم موسيقى أمريكي، ولد في 29 نوفمبر 1955.

## وصلات خارجية
- بول كانتور على موقع ميوزك برينز (الإنجليزية)